# Strupina
Strupina (deutsch Stroppen) ist ein Dorf und eine ehemalige Stadt in der Gemeinde Prusice (Prausnitz) im Powiat Trzebnicki (Kreis Trebnitz) der Woiwodschaft Niederschlesien in Polen.

## Geographische Lage

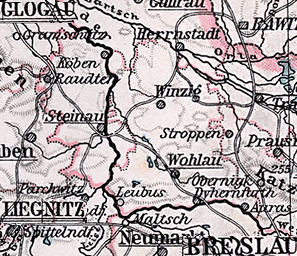
Stroppen nordöstlich von Wohlau und östlich von Steinau auf einer Landkarte von 1905

Der Ort liegt in Niederschlesien am nordöstlichen Ausläufer des Katzengebirges, etwa 20 Kilometer nordwestlich von Trzebnica (Trebnitz) und 40 Kilometer nordnordwestlich von Breslau.

## Geschichte

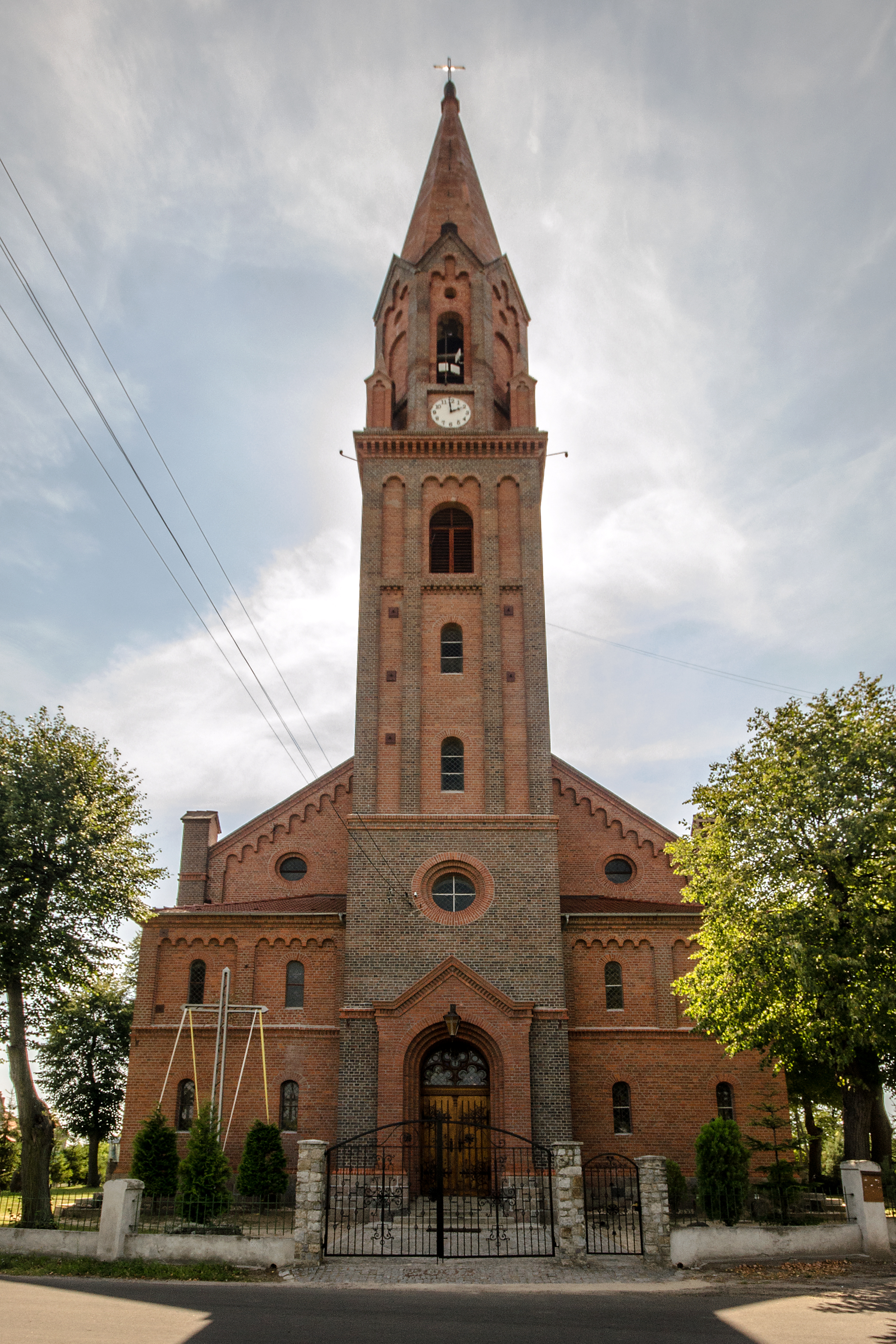
Dorfkirche (ehemalige Stadtkirche, bis 1945 evangelisch).

Wann genau die Ortschaft Stadtrecht erhielt, ist nicht überliefert. Die erste Erwähnung als Stadt stammt aus dem Jahr 1253, andere Quellen nennen 1277 als Jahr der Stadtrechtsvergabe. Im Jahr 1376 wurde erstmals eine Kirche in der Stadt erwähnt. Um 1500 lebten die Einwohner größtenteils von der Landwirtschaft, und Stroppen gehörte zu den kleinsten Städten Schlesiens. Ein großer Brand zerstörte im Jahr 1733 Teile der Stadt. 1816 wurde die Stadt Teil des preußischen Landkreises Trebnitz. Um 1900 hatte Stroppen eine evangelische Kirche, eine Ofenfabrik und Braunkohlebergbau. Die Einwohner waren meist evangelisch.
Im Jahr 1945 gehörte Stroppen zum Landkreis Trebnitz im Regierungsbezirk Breslau der preußischen Provinz Niederschlesien des Deutschen Reichs.
Gegen Ende des Zweiten Weltkriegs besetzte die Rote Armee im Januar 1945 die Stadt. Nach Kriegsende wurde  Stroppen von der sowjetischen Besatzungsmacht im Sommer 1945 wie fast ganz Schlesien unter polnische Verwaltung gestellt, die für Stroppen die Ortsbezeichnung  Strupina einführte; zugleich wurde das Stadtrecht entzogen.  Die deutsche Bevölkerung wurde, soweit sie nicht schon vorher geflohen war, von der örtlichen polnischen Verwaltungsbehörde aus Stroppen vertrieben. 

### Bevölkerungsentwicklung
| \| Jahr \| Einwohner \| Anmerkungen \| \| ---- \| --------- \| ----------- \| \| 1787 \| 532 \| [6] \| \| 1861 \| 903 \| [6] \| \| 1905 \| 631 \| [4] \| \| 1933 \| 704 \| [7] \| \| 1939 \| 712 \| [7] \| | Balkendiagramm der Einwohnerentwicklung |             |
| Jahr | Einwohner                               | Anmerkungen |
| 1787 | 532                                     | [ 6 ]       |
| 1861 | 903                                     | [ 6 ]       |
| 1905 | 631                                     | [ 4 ]       |
| 1933 | 704                                     | [ 7 ]       |
| 1939 | 712                                     | [ 7 ]       |

## Kultur und Sehenswürdigkeiten
- Ehemalige, unter dem Pfarrer Oswald Feyerabend (1809–1872)[8] gebaute Evangelische Stadtkirche, errichtet zwischen 1860 und 1862.[3]

## Verkehr
Das Dorf  liegt an der Woiwodschaftsstraße 339 (droga wojewódzka nr 339), die hier von Westen kommend in Richtung Norden abbiegt. Im Südwesten endet sie nach 15 Kilometern in Wołów (Wohlau), im Norden nach 12 Kilometern in Żmigród (Trachenberg). 
In Strupina beginnt die Woiwodschaftsstraße 342, die zuerst Richtung Osten führt, nach etwa drei Kilometern aber in südliche Richtung abbiegt, nach etwa 15 Kilometern durch Oborniki Śląskie (Obernigk) und dann weiter bis ins etwa 40 Kilometer entfernte Breslau führt.
In Breslau befindet sich mit dem Nikolaus-Kopernikus-Flughafen auch der nächstgelegene internationale Flughafen.